# Dhanbad
Dhanbad (Hindi: धनबाद) là một thành phố ở quận Dhanbad ở bang Jharkhand, Ấn Độ. Thành phố này là thủ phủ của quận này và nổi tiếng vì ngành khai thác than đá và các cơ sở công nghiệp; vì điều này, thành phố này được gọi là "Thủ đô Than đá" của Ấn Độ và một biệt danh nữa là "Thành phố Than đá". Đến ngày 25 tháng 10 năm 1956, Dhanbad đã là một phần của quận Manbhum, Tây Bengal.
Trường Khai khoáng Ấn Độ, tọa lạc tại Dhanbad, thu hút sinh viên từ khắp Ấn Độ cũng như từ nhiều nước khác. Viện Nghiên cứu Khai khoáng Trung ương (CFRI), cả hai đều nằm dưới sự quản lý của Hội đồng Nghiên cứu Công nghiệp và Khoa học (CSIR), đều tọa lạc ở khu vực này. Nền kinh tế của Dhanbad chủ yếu phụ thuộc vào dựa trên than đá và các ngành có cơ sở than đá. Dhanbad nằm trên tuyến đường Shatabdi Express,Rajdhani Express.
Tata Steel đã thiết lập các khu khai mỏ tại khu vực này. Ngành tuyển và luyện cốc là những ngành liên quan chính đến than đá ở thành phố này.
Các công ty lớn hiện diện ở thành phố này có: IISCO (Công ty Sắt Thép Ấn Độ),BCCL (Bharat Coking Coal Ltd). Nhiệt đô cao nhất mùa Đông là 22 °C, và thấp nhất là 8 °C. Về mùa Hè, nhiệt độ cao nhất là 42 °C, và thấp nhất là 22 °C.

## Địa lý
Dhanbad tọa lạc tại tọa độ 23°48′B 86°27′Đ / 23,8°B 86,45°Đ. Độ cao trung bình 222 metres (728 feet).

## Cơ cấu dân số
Theo kết quả điều tra dân số Ấn Độ năm 2001, Dhanbad có dân số hơn 1 triệu người. Đàn ông chiếm 54% dân số, phụ nữ chiếm 46%. Dhanbad có tỷ lệ biết chữ là 74%, cao hơn mức trung bình toàn quốc của Ấn Độ là 59.5%: tỷ lệ đàn ông biết chữ là 79% và tỷ lệ này của phụ nữ là 68%. Ở Dhanbad, 12% dân số dưới 6 tuổi.